# Igor' Vladimirovič Sorin
Igor' Vladimirovič Sorin in russo Игорь Владимирович Сорин?, noto anche come Igor Sorin (Mosca, 10 novembre 1969 – Mosca, 4 settembre 1998) è stato un attore e chitarrista russo.

## Squadra
Dal 1995 al marzo 1998 è stato solista nel famoso «Ivanuški International».

## Filmografia parziale
- Priklyucheniya Toma Soyera i Geklberri Finna (1981)